# Warabe
Warabe（日语：わらべ，即「孩童」之意），日本女子演唱團體。出自朝日電視台現場舞台娛樂節目，其中扮演萩本家三姊妹的高部知子、倉澤淳美和高橋真美組成的企劃團體。

## 結成
是朝日電視台的一個王牌高收視的現場舞台情景劇娛樂節目。由著名的喜劇演員萩本欽一領銜，他在節目中扮演萩本的父親。1982年，經過選拔挑選出三位當時只有15歲的女演員扮演他在節目中的女兒，在節目中將見證她們高中生的成長歷程。當時正處於偶像全盛時期，三位少女樸素的打扮和氣質頗受外界注目。

### 成員
- 萩本：高部知子
- 萩本：倉澤淳美
- 萩本：高橋真美

、的意思分別是「希望」、「滿足」和「給予」。
組合的名稱，是日語中對「小孩子」或者「孩童」的一種稱呼。香港曾有媒體翻譯為「兒童合唱團」。

## 一鳴驚人
節目每次結束前，節目成員就會穿著睡衣唱出節目的主題曲。Warabe所唱的第一首主題曲是《青鱂魚兄妹》，由電子音樂大師坂本龍一編曲。第一次在節目唱出之後即大受歡迎。1982年12月單曲化發行，結果出乎意料地大賣超過88萬張，成為1983年度日本銷量第三的單曲。連朝日以外的電視台都爭相播放這首歌。
歌曲酷似童謠，成為日本幼稚園遊戲時間的定番曲目。不過這首歌是否屬於童謠也引發了一場爭論——在日本創作童謠不在課稅範圍之內，所以這首歌屬於歌謠曲還是童謠關係到一筆不小的稅款。

## 喵喵事件
《青鱂魚兄妹》取得巨大成功之後，Warabe成為日本其中一組最受歡迎的少女偶像團體，受到各方的青睞，大有更進一步的勢頭。但是這時卻爆發了嚴重的醜聞。1983年4月，雜誌《FOCUS》刊登了未成年的高部知子與男友在床上的照片，他們還在吸「事後煙」。事件被揭露後，高部嚴謹對待，試圖尋求公眾原諒以復出，在節目上通過電話出演，落淚道歉和反省，該回合唱《青鱂魚兄妹》時，節目的瞬間收視率還飆升到42%。但是兩個月後，醜聞的男主角，即高部的前男友自殺身亡，為了顧及死者家人，高部正式退出節目和Warabe組合。 經歷這次醜聞的打擊，Warabe只剩下倉澤淳美和高橋真美兩人，面臨著解散的危機。

## 巔峰奇蹟
高部退出Warabe之後，Warabe以二人組合繼續出發。1983年12月，發行第二張單曲《如果明天…。》，不僅沒有受醜聞影響銷量低落，反而奇蹟般地掀起了更大的熱潮。銷量接近100萬張，力壓安全地帶、松田聖子、THE CHECKERS等當紅的正式歌手和組合，以電視節目企劃團體的名義，成為1984年度日本單曲銷量冠軍。至今《如果明天…。》還是日本許多音樂教科書的採用歌曲。

## 解散
1984年12月發行的第三張單曲《時鐘停止》，雖然銷量也有15萬左右，但已經失去了之前的強勁聲勢。1985年3月，Warabe正式解散，成員也退出了節目。三位成員之後作為女演員也出演了不少人氣作品。

## 作品列表

### 單曲
- 1982年12月21日
- 1983年12月21日
- 1984年8月11日
- 1984年12月12日

### 專輯
- 1983年3月5日
- 1984年3月5日
- 1995年6月21日
- 1995年11月17日

### 影像作品
- 1984年3月10日
  - 定價3,480日圓。是當時日本大型生產商發行的錄像帶當中史上最低的價格。[2]。